# كل امرأة (منظمة)
منظمة كل امرأة Everywoman هي منظمة بريطانية قائمة على العضوية  تناصر تقدم المرأة في مجال الأعمال التجارية ، وتوفر  على الإنترنت موادا تدريبية على التطوير الشخصي و القيادة و الفعاليات و برامج الجوائز والتشبيك و إلهام النساء في الأعمال و سيدات الأعمال.
تعتقد المنظمة أن زيادة تمثيل المرأة في جميع مجالات الأعمال يعتبر محرك أفضل وأكثر ربحية للشركات، ويخلق فوائد أوسع لكل من النساء والرجال في مكان العمل.

## الخلفية
تأسست المنظمة في أيلول / سبتمبر 1999 من قبل كارين جيل و ماكسين بنسون، بعد أن شعرتا بالإحباط لعدم وجود الموارد المتاحة للنساء في مجال الأعمال التجارية في المملكة المتحدة. كارين جيل و ماكسين بنسون منحتا جائزة MBEs في تكريمات السنة الجديدة 2009 لخدماتهما للمرأة في الأعمال. و يستضافا بشكل دائم للتعليق في وسائل الإعلام بشأن القضايا ذات الصلة بالأعمال التجارية الصغيرة والمشاريع.